# Янко Янев (писател)
Янко Янев е български философ, поет, и есеист с националсоциалистически възгледи.

## Биография
Янко Янев е роден в Пещера на 20 ноември 1900 г. През 1919 г. заминава за Германия, за да следва драматургия, но се ориентира към изучаване на философия и история. Учи в Лайпциг, Фрайбург и Хайделберг. Завършва като доктор по философия с дисертация на тема „Живот и свръхчовек“.
След завръщането си в България работи в библиотеката на Софийски университет от 1923 г. За известно време е завеждащ културния отдел към Министерството на народното просвещение.
След 1934 г. се установява за постоянно в Германия, където чете лекции в Берлинския университет по културна история на България.
Загива по време на англо-американските бомбардировки на Дрезден през Втората световна война на 13/14 февруари 1945 г.

## Философия и творчество
Неговите философски възгледи се формират под въздействието на Хегел. Привърженик е на индивидуализма в българска литература (пише и издава статии и монографии за Димо Кьорчев, публикува статии за д-р Кръстьо Кръстев и Пейо Яворов); проповядва философията на Ницше, а част от творбите му са настолни четива за нацистки младежки организации в Германия и след Втората световна война са забранени.
Янев е интерпретатор на немския класицизъм и романтизъм – автор е на публикации за Г. Е. Лесинг, Р. М. Рилке, Х. фон Клайст в списанията „Българска мисъл“ и „Златорог“). Автор е, също така, на книги с поезия, есеистика, философия.

### На български
- „Антихрист“ (1926)
- „Върху ирационалното в историята. Опит върху проблемата за историята с оглед към логиката на Хегел“ (1927; 1996)
- „Хегел. Личност, съдба, философия“ (1928; 1996)
- „Хераклит Тъмния. Пророкът от Ефес“ (1928)
- „Димо Кьорчев. Художествена биография“ (1932)
- „Петър Чаадаев. Личност и философия“ (1932)
- „Героичният човек“ (1934)
- „Образът на младото поколение“ (1935)

### На немски
- „Der Mythos auf dem Balkan“ (1936)
- „Sudosteuropa und der deutsche Geist“ (1938)
- „Demonie des Jahrhunderts“ (1939)
- "Zwischen Abend und Morgen, eine Balkanrhapsodie" (1943)

### За него
- Димитър Цацов. „Българският Дионисиев комплекс“. Велико Търново, Фабер, 2008 ISBN 978-954-775-857-5